# Gravel-Europameisterschaften
Die Gravel-Europameisterschaften sind ein erstmals 2023 ausgetragener Wettbewerb, der vom Europäischen Radsportverband UEC ausgerichtet wird. Die Sieger haben das Recht, ein Jahr lang bei allen Gravelrennen das Europameister-Trikot zu tragen. Die Europameisterschaften sollen in Zukunft jedes Jahr stattfinden.

## Geschichte
Gravelrennen wurden 2021 vom Weltverband UCI als eigenständige Radsport-Disziplin anerkannt, nachdem sie sich zuvor als lose organisierter Breitensport entwickelt hatten. 2022 wurde ein Regelwerk etabliert, und es fanden die ersten Gravel-Weltmeisterschaften statt. Im März 2023 kündigte die UEC die Ausrichtung von Europameisterschaften an. Wie auch bei den Weltmeisterschaften gibt es Rennen für die Kategorie Elite sowie für die Altersgruppen 19–34, 35–39, 40–44 und so fort, jeweils nach Männern und Frauen getrennt.
Die ersten Europameisterschaften fanden am 1. Oktober 2023 im belgischen Oud-Heverlee und den umliegenden Wäldern statt. Sie dienten zugleich als belgische Meisterschaften und als Rennen der UCI Gravel World Series; an letzterem konnten auch nicht-europäische Fahrer teilnehmen. Das Frauenrennen wurde denn auch von der Australierin Tiffany Cromwell gewonnen, während Lorena Wiebes, die als Zweite ins Ziel kam, als Europameisterin galt. Erster Europameister und zugleich belgischer Meister wurde Jasper Stuyven.
Die zweite Ausgabe fand am 13. Oktober 2024 auf der Hochebene von Asiago statt. Dabei starb ein Teilnehmer der Altersklasse 65–69 an einem Herzinfarkt. Aus Respekt gingen die Siegerehrungen in einfacher Form und ohne Feierlichkeiten vonstatten.

## Austragungsorte
- 2023:  Oud-Heverlee (1. Oktober)
- 2024:  Asiago (13. Oktober)
- 2025:  Avezzano (21. September)
- 2026:  Houffalize[7]
- 2027:  Lahti[8]
- 2028:  Silkeborg

## Palmarès der Elite

### Männer
| Jahr | Erster         | Zweiter     | Dritter         |
| ---- | -------------- | ----------- | --------------- |
| 2023 | Jasper Stuyven | Tim Merlier | Paul Voß        |
| 2024 | Martin Stošek  | Toby Perry  | Jenno Berckmoes |

### Frauen
| Jahr | Erste         | Zweite         | Dritte              |
| ---- | ------------- | -------------- | ------------------- |
| 2023 | Lorena Wiebes | Fem van Empel  | Elena Cecchini      |
| 2024 | Sina Frei     | Silvia Persico | Alice Maria Arzuffi |